# Asociación Atlética Argentinos Juniors 2010-2011

## Rosa 2010-2011
| N. |                      | Ruolo | Calciatore             |
| -- | -------------------- | ----- | ---------------------- |
| 1  | Argentina (bandiera) | P     | Luis Ojeda             |
| 12 | Argentina (bandiera) | P     | Juan Carrera           |
| 32 | Argentina (bandiera) | P     | Rodrigo Lugo           |
| 2  | Argentina (bandiera) | D     | Julián Fernández       |
| 4  | Argentina (bandiera) | D     | Miguel Torren          |
| 6  | Argentina (bandiera) | D     | Sergio Daniel Escudero |
| 13 | Argentina (bandiera) | D     | Nicolás Berardo        |
| 17 | Argentina (bandiera) | D     | Juan Sabia             |
| 28 | Argentina (bandiera) | D     | Lucas Fernandez        |
|    | Argentina (bandiera) | D     | Matías Martínez        |
|    | Argentina (bandiera) | A     | Cristian Maidana       |
|    | Argentina (bandiera) | D     | Diego Placente         |
|    | Argentina (bandiera) | D     | Federico Pistone       |
|    | Argentina (bandiera) | D     | Lucas Rodríguez        |
| 14 | Argentina (bandiera) | C     | Matías Laba            |
| 18 | Argentina (bandiera) | C     | Lionel Coudannes       |
| 23 | Cile (bandiera)      | C     | Emilio Hernández       |
|    | Argentina (bandiera) | C     | Ariel Garcé            |
| 24 | Argentina (bandiera) | C     | Germán Basualdo        |
| 25 | Paraguay (bandiera)  | C     | Carlos Recalde         |
| 26 | Argentina (bandiera) | C     | Ciro Rius              |

| N. |                      | Ruolo | Calciatore               |
| -- | -------------------- | ----- | ------------------------ |
| 27 | Argentina (bandiera) | C     | Gabriel Pereyra          |
| 16 | Argentina (bandiera) | C     | Gaspar Iñíguez           |
| 30 | Argentina (bandiera) | C     | Jonathan Paez            |
|    | Argentina (bandiera) | C     | Arturo Mendoza           |
|    | Argentina (bandiera) | C     | Rodrigo Diaz Ponce       |
|    | Argentina (bandiera) | C     | Cristian Sánchez Prette  |
| 9  | Perù (bandiera)      | A     | José Carlos Fernández    |
| 9  | Uruguay (bandiera)   | A     | Gonzalo Vargas           |
|    | Paraguay (bandiera)  | A     | Santiago Salcedo         |
|    | Argentina (bandiera) | A     | Leandro Caruso           |
|    | Argentina (bandiera) | A     | Leonel Núñez             |
| 22 | Argentina (bandiera) | A     | Franco Niell             |
| 7  | Argentina (bandiera) | A     | Mauro Bogado             |
| 10 | Argentina (bandiera) | A     | Gustavo Oberman          |
| 15 | Argentina (bandiera) | A     | Andrés Fabricio Romero   |
|    | Argentina (bandiera) | A     | Eial Strahman            |
| 31 | Argentina (bandiera) | A     | Leandro Barrera          |
| 33 | Argentina (bandiera) | A     | Hernan Salazar           |
| 34 | Argentina (bandiera) | A     | Nicolás Blandi           |
| 3  | Argentina (bandiera) | A     | Gonzalo Rodríguez (1991) |
|    | Argentina (bandiera) | A     | Matías Rotondi           |